# أبو عمر الألماني
أبو عمر الألماني (بالألمانية: Abu Umar al-Almani)‏ (1986 - 25 مارس 2017)، أحد مقاتلي تنظيم الدولة الإسلامية (داعش)، ولد في مدينة شتوتغارت، تحت اسم يامين أبو زيد  سكن في مدينة كونيكزفنتر وعمل في مؤسسة الاتصالات الألمانية في بون. غادر ألمانيا للقتال بجانب تنظيم (داعش) عام 2014، ووصلها عبر تركيا، وظهر عام 2015 مع عنصر آخر من «داعش» نمساوي الجنسية وهما ينفذان الإعدام بحق شخصين سوريين. قتل لاحقا في معركة الطبقة (2017) وكان من أبرز قادة داعش في تلك المعركة ضد قوات سوريا الديمقراطية.